# Новая Пристань
Новая Пристань — упразднённый в 1973 году посёлок на территории современного Саткинском районе Челябинской области России. Вошёл в черту рабочего посёлка Межевой.

## География
Расположен на западе области, на реке Ай.

## Топоним
Раннее название Саткинская Пристань

## История
Основана в 1778 году (по другим данным в 1775 году) при строительстве пристани на реке Ай для Саткинского и Кусинского металлургических заводов. Деревней и инфраструктурным объектом для сплава барок-коломенок с чугуном с Саткинского железоделательного завода Саткинская Пристань владел купец и заводчик Н. Г. Лазарев.
В 1887 году запустили кустарное производство по сжиганию каменного угля и железной руды, открыты камнерезные мастерские. Продукция ручного труда (каменные плиты и шлифовальные камни) шла на предприятия центральных и северных губерний России, в Прибалтику, Поволжье и Сибирь.
В 1973 году посёлок Новая Пристань, деревни Ваняшкино, Айская Группа, Парамоновка были включены в состав образуемого рабочего посёлка Межевой.

## Достопримечательности
В мае-октябре 2021 г. археологическим отрядом ООО "ЦИКИ «Астра» выявлен объект культурного наследия (памятник археологии) «Культурный слой прибрежной части
посёлка Новая Пристань XIX-начала XX веков».